# Les Baliseurs du désert
Pour plus de détails, voir Fiche technique et Distribution.
Les Baliseurs du désert (arabe : الهائمون soit El Haimoune) est un film tunisien réalisé en 1984 par Nacer Khémir.
C'est le premier film d'une trilogie, qui est suivi du Collier perdu de la colombe (1991) puis de Bab'Aziz, le prince qui contemplait son âme (2005).

## Synopsis
Un instituteur est nommé dans le désert du Sud tunisien pour enseigner la grammaire dans un village où il n'y a pas d'école. Il découvre un univers singulier et irréel, où les enfants veulent faire pousser un jardin dans un désert dont les hommes recherchent les limites. Amoureux de la fille du cheikh qui l'héberge, il se laisse finalement envoûter par le monde de sable et le chant andalou de ses baliseurs. Dans ce conte, la magie et le réel s'imbriquent pour chanter la beauté du désert. Le cinéaste, par l'attention portée à la composition des plans et des séquences, traités comme des tableaux, et par la poétique de son écriture rend hommage à la splendeur de la culture arabe,.

## Fiche technique
- Réalisation : Nacer Khémir
- Scénario : Nacer Khémir
- Photographie : Georges Barsky
- Son : Fawzi Thabet
- Musique : Fethi Zghonda
- Montage : Moufida Tlatli
- Sociétés de production : France Média, Latif productions, SATPEC
- Pays d'origine :  Tunisie
- Langue originale : arabe
- Durée : 95 min[4]

## Distribution
- Nacer Khémir : l'instituteur
- Hédi Daoud : le cheikh
- Sonia Ichti : la fille du cheikh
- Hassen Khalsi : l'officier de police
- Noureddine Kasbaoui : le greffier
- Soufiane Makni : Houcine
- Jamila Ourabi : la grand-mère
- Mohsen Zazaa : le muet/Hasan, le génie[4]

## Distinctions
- Montgolfière d'or (Grand Prix) au Festival des 3 Continents 1984
- Prix de la première œuvre aux 10e Journées cinématographiques de Carthage, 1984[5],[6]
- Palme d'or et Premier prix de la critique de la Mostra de Valence du cinéma méditerranéen[5],[4]
- Prix de la meilleure image au 9e Festival panafricain du cinéma et de la télévision de Ouagadougou, 1985[7]
- Sélectionné à la Biennale de Venise 2017, dans la section Films classiques[8].